# أبارتادو
أبارتادو(بالإسبانية: Apartadó) هي مدينة وبلدية تقع في إدارة أنتيوكيا شمال غرب كولومبيا، ضمن منطقة أورابا القريبة من ساحل المحيط الأطلسي، تُعد من المدن المهمة في المنطقة نظرًا لموقعها الاستراتيجي ونشاطها الزراعي والتجاري.

## الجغرافيا
تقع أبارتادو على ارتفاع منخفض لا يتجاوز 30 مترًا فوق مستوى البحر، وتتميز بمناخ استوائي حار ورطب طوال العام، تمر بالقرب منها عدة أنهار صغيرة، وتحيط بها أراضٍ خصبة صالحة للزراعة.

## الاقتصاد
يعتمد اقتصاد المدينة بشكل رئيسي على الزراعة، خاصة زراعة الموز الذي يُصدر إلى الخارج، بالإضافة إلى الكاكاو والنخيل الزيتي كما تلعب دورًا كمركز لوجستي هام في منطقة أورابا.